# Helicius chikunii
Helicius chikunii là một loài nhện trong họ Salticidae.
Loài này thuộc chi Helicius. Helicius chikunii được Dmitri Viktorovich Logunov & Yuri M. Marusik miêu tả năm 1999.